# 839 v.Chr.
Het jaar 839 v.Chr. is een jaartal volgens de christelijke jaartelling.

## Gebeurtenissen

### Assyrië
- Koning Salmanasser III ontvangt schatting van Sidon en Byblos, mogelijk gaat het om vrijwillige geschenken.[1]